# Чёрный кайман
Чёрный кайман (лат. Melanosuchus niger) — крупный южноамериканский крокодил, относящийся к семейству аллигаторовых. Выделяется в самостоятельный род Melanosuchus.

## Распространение
В настоящее время чёрный кайман встречается на территории Боливии, Бразилии, Колумбии, Эквадора, Французской Гвианы, Гайаны, Перу и, возможно, в Венесуэле. Исторически был распространён несколько шире.

## Эволюция и систематика
Чёрный кайман филогенетически ближе к широкомордому кайману, чем к крокодиловому или якарскому кайману, и имеет с ним больше морфологических сходств. Согласно молекулярным данным, отделение Melanosuchus от линии, ведущей к современным представителям рода Caiman произошло около 12—20 млн лет назад. Однако, общепринятая на данный момент систематика чёрного каймана в качестве представителя отдельного рода Melanosuchus делает род Caiman парафилетическим, и по этой причине она находится под вопросом.
Палеонтологические данные подтверждают то, что Melanosuchus является древним родом. Череп молодого черного каймана (MCNC 243) известен из позднего миоцена Венесуэлы (11,6—5,3 млн лет назад), и первоначально был классифицирован как представитель вида Melanosuchus fisheri. Однако, морфологический анализ, проведенный в 2017 году, показал, что MCNC 243 не имеет никаких достоверных отличий от современного чёрного каймана. Поэтому MCNC 243 следует рассматривать как Melanosuchus cf. niger несмотря на его древность. При этом дополнительный образец, ранее относимый к M. fisheri (MCZ 4336), разделяет общие признаки с Globidentosuchus brachyrostris. В 2020 году из местности Талисма, штат Амазонас (Бразилия), из верхнего миоцена формации Solimões был описан дополнительный вид рода, названный Melanosuchus latrubessei.

## Внешний вид
Чёрный кайман имеет чешуйчатую кожу тёмного цвета. Такая окраска помогает маскироваться во время ночной охоты, а также может помочь поглощать тепло во время баскинга. Нижняя челюсть имеет серые полосы, становящиеся коричневыми у старых животных. По бокам присутствуют бледно-жёлтые или белые полосы, которые более выражены у молодых животных и исчезают по мере роста. Как и у других кайманов, присутствует костистый гребень, располагающийся между глаз и проходящий чуть ниже вдоль рыла. Глаза чёрного каймана большие из-за преимущественно ночного образа жизни, как правило, коричневого цвета. Самки, охраняющие свои гнёзда, имеют характерные отметины под глазами, оставляемые кровососущими мухами.
Чёрный кайман морфологически заметно отличается от других кайманов. У него относительно большие глаза, узкий и высокий череп и лёгкое туловище. Чёрный кайман имеет очень гибкий хвост, несколько превышающий длину животного от кончика морды до клоаки. Сообщается что хвост активно используется кайманом на охоте, и согласно сообщению Медема удар кончиком хвоста черного каймана «разрезает плоть не хуже, чем хороший нож». Голова, как правило, относительно небольшая и у молодых особей занимает примерно 1/7,7 от полной длины животного. Большие взрослые черные кайманы могут иметь еще более короткие, но относительно более массивные черепа. В одном случае череп 3,9-метрового чёрного каймана из Венесуэлы оказался более длинным и тяжёлым, чем череп 4,8-метрового нильского крокодила. Общее количество зубов — 72—76. Как и у других крокодилов, морфология черепа у чёрного каймана варьируется в зависимости от пола, возраста и размеров животного. Взрослые самцы обычно имеют относительно более массивные черепа, чем самки такого же возраста. Из-за различий в строении черепов самцы, вероятно, предпочитают большую по размерам добычу, чем самки.

Чёрного каймана легко можно отличить от симпатричного крокодилового каймана по его пропорционально большим глазам, суженному туловищу, выступающему спинному гребню, длинному хвосту, тяжёлой и высокой голове, более широким зубам, а также по цвету нижней челюсти, которая у крокодиловых кайманов светлее и как правило не имеет пятен (которые, тем не менее, почти всегда присутствуют у якарского каймана, обитающего южнее, и которого часто путают с чёрным кайманом). 

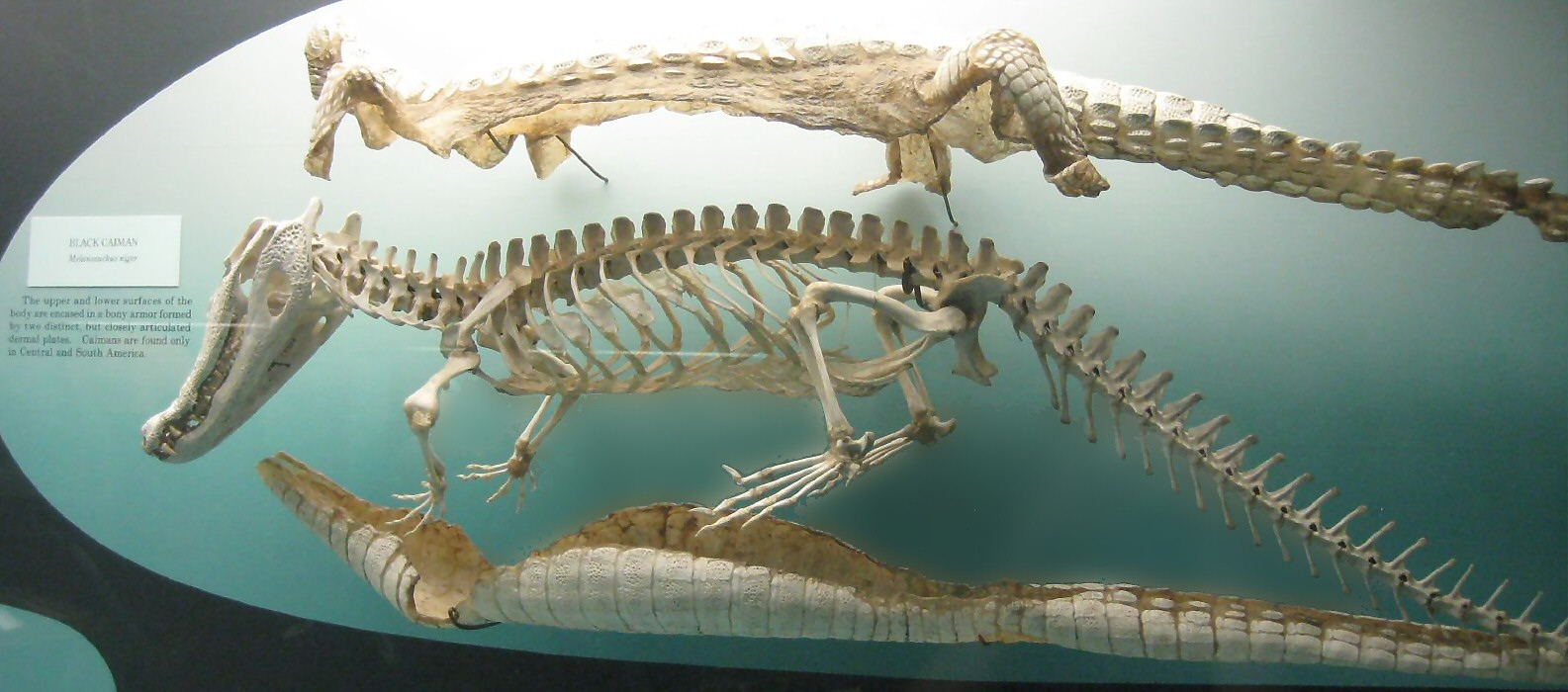
Скелет и шкура животного.

### Размеры
Чёрный кайман является одной из крупнейших современных рептилий. Наравне с миссисипским аллигатором, это самый крупный вид, входящий в семейство аллигаторовых, хотя по некоторым данным он даже превосходит миссисипского аллигатора по размерам. Чёрный кайман также является самым крупным хищником бассейна Амазонки и третьим по величине животным в Южной Америке, после оринокского крокодила и острорылого крокодила.
В связи со слабой изученностью данного вида, обычный диапазон размеров чёрных кайманов установить достаточно трудно. Исследование, проведённое в центральной Амазонии, показало, что общие темпы роста чёрных кайманов в этой части Южной Америки близки к значениям, указанным для миссисипских аллигаторов в Луизиане и Южной Каролине. Темпы роста самцов чёрных кайманов несколько ниже, чем те, о которых сообщалось для самцов аллигаторов из прибрежных болот Южной Каролины и Луизианы, но схожи с таковыми у самцов аллигаторов из пресноводных болот Луизианы. Темпы роста самок чёрных кайманов в целом меньше, чем темпы роста самок миссисипских аллигаторов. Было рассчитано, что самки чёрных кайманов в центральной Амазонии начинают гнездиться при достижении длины около 120 см без учёта хвоста (общая длина — около 246 см), на что им требуется около 19-20 лет, но в связи с небольшой выборкой авторы исследования считают, что в действительности самки достигают половой зрелости при достижении длины в 100 см без учёта хвоста (общая длина — около 205 см), на что им требуется 15—16 лет. Крупнейшие самцы чёрных кайманов, добытые в этом регионе, имели длину до 205 см без учёта хвоста (общая длина — около 418 см) и имели возраст не менее 28 лет. Темпы роста чёрных кайманов в центральной Амазонии аналогичны таковым у кайманов из Эквадора, но несколько меньше, чем у кайманов из Перу. Из-за небольшой выборки точка достижения асимптоты роста (то есть когда темпы роста приближаются к нулю и животное может считаться полностью выросшим) не могла быть достоверно установлена для чёрных кайманов из центральной Амазонии, но в Гвиане было определено, что самки на момент завершения роста обычно достигают 140,1-143,4 см длины без учёта хвоста (общая длина — 286—293 см), а самцы — 178,2-189 см (общая длина — 363—385 см).
52 % из убитых на реке Мадейра чёрных кайманов имели общую длину более 4 м. Однако, это объясняется тем, что конфликт между людьми и черными кайманами в этой области был сфокусирован на больших взрослых особях, представляющих наибольшую опасность. Считается, что крупнейшие самцы чёрных кайманов могут достигать длины более 5 м и весить более 400 кг. Иногда указываемый максимальный размер в 6 м не подтверждён. Крупнейший достоверно измеренный чёрный кайман имел длину в 4,7 м. Самый большой известный череп чёрного каймана имеет длину по средней линии в 58,8 см и мог принадлежать животному длиной около 4,84 м. Для сравнения, крупнейший известный череп миссисипского аллигатора имеет длину по средней линии в 64 см и принадлежал животному длиной около 454 см.
Чёрные кайманы имеют вытянутое тело, небольшую голову и длинный хвост, из-за чего масса их тела может быть несколько меньше, чем у других крокодилов сопоставимой длины. Поэтому, имея потенциально большую длину, чем миссисипский аллигатор, чёрные кайманы могут весить столько же или даже меньше. В одном случае, к примеру, 3,35-метровый самец (167 см без учёта хвоста) чёрного каймана весил всего лишь 98 кг. Через 4 года и 7 месяцев он был убит охотниками и на основании количества мяса, полученного с туши, его длина без учёта хвоста была оценена в 186,5 см (общая длина около 380 см), а масса — всего лишь в 117 кг.

## Образ жизни
Встречается в различных пресноводных местообитаниях, например, в медленно текущих реках, озёрах, болотах и затопляемых саваннах. Мелких водоёмов, находящихся по периферии крупных речных систем, как правило избегает. По сравнению с крокодиловыми кайманами ведут более водный образ жизни. При сосуществовании с крокодиловым кайманом со временем вытесняет его в мелкие водоёмы, встречающиеся по периферии крупных водоёмов.
Взрослые особи чёрного каймана, достигая большого размера, как правило, остаются в тех же местах, которые они занимали раньше и демонстрируют явное безразличие к присутствию рядом людей, несмотря на годы неконтролируемой охоты, едва не приведшей этот вид к вымиранию.
Социальное поведение изучено плохо и поступавшие по нему данные от разных авторов довольно противоречивы. Известно, что чёрные кайманы ведут одиночный образ жизни и редко когда могут быть найдены в компании с сородичами, за исключением сезона засухи, когда большое количество кайманов (в основном — молодых) собирается в изолированных водоёмах. В отличие от многих других крокодилов, чёрные кайманы редко когда вступают друг с другом в территориальные бои. Медем (1983) описывает территориальное поведение этого вида, указывая на то, что он менее агрессивен, чем другие виды крокодилов. В естественной среде обитания, как правило, не наблюдается особей чёрных кайманов с отсутствующими частями хвостов, изуродованными конечностями или шрамами на голове, что часто имеет быть в случае с другими видами кайманов, особенно когда они размещаются вместе в неволе. В неволе чёрные кайманы также ведут себя очень осторожно и легко пугаются.

### Питание
Традиционно все представители отряда крокодилов считались хищниками, но исследования активности пищеварительных ферментов показали, что аллигаторовые, в отличие от настоящих крокодилов, могут эффективно переваривать растительные белки и жиры и являются скорее всеядными животными. О рационе чёрного каймана в природе известно мало. Научные исследования были сосредоточены на молодых чёрных кайманах, что объясняется сложностью в обращении с крупными особями. Отмечается, что рацион чёрных кайманов длиной примерно до 2 метров в целом схож с рационом крокодилового каймана — в нём преобладает растительность, рыба, насекомые и ракообразные.
В Национальном парке Манн, перуанская Амазония, в содержимом желудка чёрных кайманов было обнаружено 15 основных типов добычи. Водные беспозвоночные, особенно улитки (Pomatia spp.), были основным источником пищи для молодых чёрных кайманов. Наблюдения в бразильской Амазонии показало, что пищевое поведение чёрного каймана в целом схоже с таковым у крокодилового каймана. Кайманы могут двигаться перпендикулярно берегу и ловить добычу боковыми движениями головы, погружаться под воду и активно искать бентосную добычу, либо частично выпрыгивать над водой, хватая рыбу или водных беспозвоночных. При понижении температуры кормовая активность снижается.
Взрослые особи предпочитают большую по размерам добычу и их рацион может включать в себя различных животных в зависимости от их наличия в среде обитания. Питание взрослых чёрных кайманов в природе все ещё очень плохо изучено. Предполагается, что они отдают предпочтение такой добычи, как капибары, пекари, водоплавающие птицы, анаконды, обезьяны, сомы из семейства Pimelodidae и пираньи. В рационе взрослых особей в Национальном парке Манн, перуанская Амазония, преобладала рыба. Среди другой добычи также присутствовали лягушки, птицы и млекопитающие. Чёрные кайманы также способны дробить своими массивными челюстями панцири пресноводных черепах. Медем (1981) описывает в содержимом желудка взрослых чёрных кайманов останки длиннохвостой выдры и двух видов пресноводных черепах (Podocnemis expansa и Podocnemis unifilis). Крупные экземпляры являются высшими хищниками, способными убить и съесть практически любое животное в своей среде обитания. Известно, что чёрные кайманы иногда поедают крокодиловых кайманов, хотя обычно вытеснение крокодиловых кайманов в периферические водоёмы происходит за счёт нелетального взаимодействия. Шрамы на телах амазонских дельфинов показывают, что иногда они могут подвергаться нападениям чёрных кайманов. Чёрные кайманы также перечисляются в качестве естественных хищников амазонских ламантинов, тапиров и гигантских выдр, хотя прямых доказательств такого хищничества практически нет. Нападают кайманы и на домашних животных, включая собак, лошадей и крупный рогатый скот.
В 2019 году были проведены изотопные исследования рациона чёрных кайманов в пруду Агами, Французская Гвиана. В окрестностях этого водоёма отсутствовали такие животные как анаконды, капибары и обезьяны, являющиеся предпочитаемой добычей чёрных кайманов в других местах. Количество молодых кайманов было одинаковым в открытых водах пруда независимо от времени года, и не наблюдалось сезонных изменений в их рационе. Уровень воды в пруду был низким в сухой сезон, что повышало доступность рыбы в качестве добычи, но взрослые кайманы отсутствовали в пруду в этот период времени, что казалось необычным. Другие авторы обнаруживали наибольшее количество рыбы в содержимом желудка чёрных кайманов именно в периоды, когда уровень воды в населяемых ими водоёмов был низким. Когда уровень воды в пруду Агами был высоким и доступность водной добычи снижалась, взрослые кайманы встречались исключительно в затопленном лесу, где они охотились на крупных околоводных птиц (например, агами). Сезонность условий в водоёмах, по-видимому, играет ключевую роль в пищевом поведении чёрных кайманов.
Случается, что чёрные кайманы охотятся на суше, несмотря на то что считается более водным видом, чем другие кайманы. На ранчо в Рупунуни, Гайана, в течение 2 часов наблюдали за чёрным кайманом длиной 2,5 м, который лежал на краю тропы в 15 м от воды в месте, которое часто использовалось домашними и дикими животными для подхода к реке.

#### Нападения на людей
Нападения чёрных кайманов на людей были неоднократно зафиксированы, но случаются реже, чем в случае с крупными представителями настоящих крокодилов. Относительное количество нападений, приведших к летальному исходу, у чёрных кайманов выше, чем у миссисипских аллигаторов.

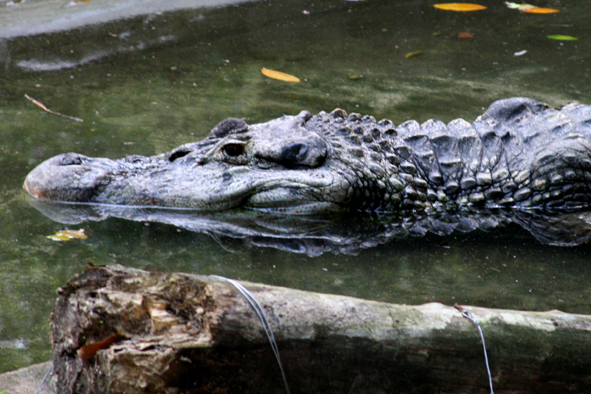
Крупный чёрный кайман, содержащийся в неволе.

### Размножение
Яйца откладывает в засушливый сезон (сентябрь—декабрь), для чего сооружает гнездо диаметром около 1,5 м вблизи мелководья. Число яиц в кладке — от 30 до 65, каждое из них в среднем весит 144 грамма. Самка остаётся около гнезда в течение периода инкубации (42—90 дней), затем вскрывает гнездо и помогает детёнышам вылупиться. Первое время недавно вылупившиеся кайманы держатся на мелководье, часто выводок из нескольких кладок объединяется в большую группу. Половой зрелости достигает очень малое число из появившихся на свет детёнышей.

### Естественные враги

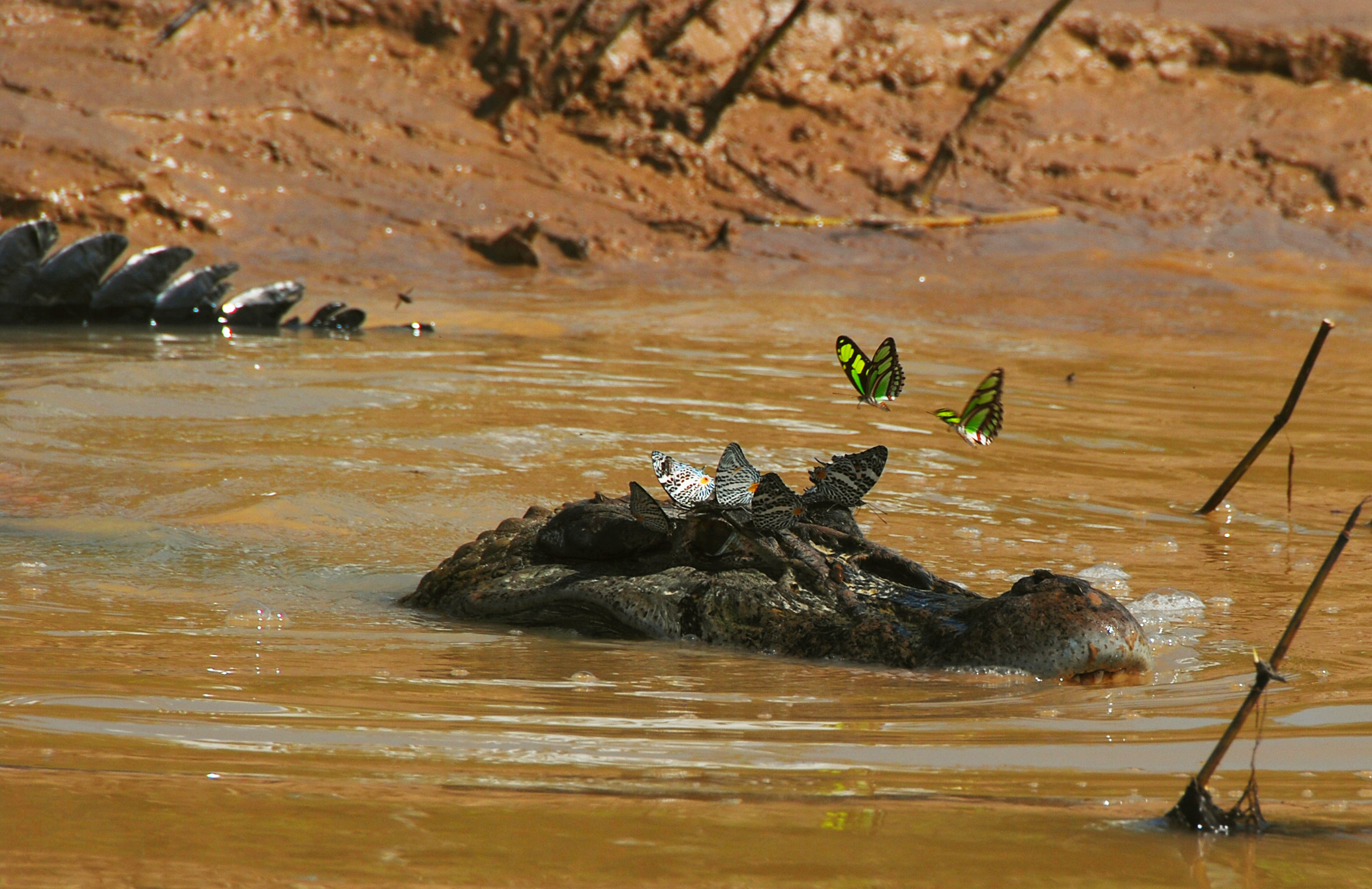
Взрослая особь

Большое число гнёзд чёрных кайманов разоряется хищниками, включая грызунов, капуцинов, тегу и ягуаров. Многие хищные рыбы, млекопитающие, птицы и рептилии могут поедать недавно вылупившихся детёнышей чёрных кайманов. По мере роста молодых кайманов, у них становится все меньше и меньше естественных врагов. Гигантские выдры способны убивать и поедать молодых чёрных кайманов длиной по меньшей мере до 1,5 метров. Взрослые чёрные кайманы считаются высшими хищниками и как правило не имеют никаких естественных врагов за исключением своих более крупных сородичей и человека. Нил (1971) заявил, что «существует доказанный случай хищничества анаконды по отношению ко взрослому чёрному кайману», однако, он не дал никакой дополнительной информации. Большие группы гигантских выдр в оборонительных целях могут преследовать и даже травмировать взрослых кайманов. Единственный другой хищник, представляющий угрозу для взрослого чёрного каймана — это ягуар, регулярно охотящийся на южноамериканских аллигаторовых. Медем (1981) сообщает, что по словам местных жителей ягуары довольно часто охотятся на чёрных кайманов, особенно на молодых особей, которые держатся вдалеке от взрослых в болотах и у берегов лагун. В одном исследовании, проведённом в центральной Амазонии, Бразилия, был зафиксирован случай хищничества ягуара по отношению к двум чёрным кайманам. Убитые кайманы были молодым и взрослым, 1,5 м и 3 м длиной соответственно. Они были убиты самкой ягуара, сопровождаемой двумя детёнышами, на что указывали следы на земле и признаки борьбы в затопленной растительности. В другом исследовании было зарегистрировано не менее 3 случаев хищничества ягуаров по отношению к чёрным кайманам. В одном из них 3,8-метровый самец чёрного каймана был атакован и убит ягуаром, когда он находился на островке из плавающей растительности. В этом же исследовании авторы приводят 38 случаев хищничества ягуаров по отношению к якарским кайманам и 27 случаев хищничества по отношению к крокодиловым кайманам, что указывает на значительно большую уязвимость этих видов к хищничеству со стороны ягуаров. Исследования пищевой экологии ягуаров показывают, что ягуары, как правило, не охотятся на чёрных кайманов и предпочитают более лёгкую добычу. Сравнительная редкость чёрного каймана в рационе ягуаров, вероятно, связана с их крупными размерами и более водным образом жизни по сравнению с другими видами кайманов.

## Статус популяции
Крупная тёмная кожа чёрных кайманов, хорошо поддающаяся обработке, всегда ценилась среди браконьеров больше кожи других кайманов. Именно из-за неконтролируемого промысла в 1940—1950-х гг. он практически полностью исчез на территории бассейна Амазонки. В некоторых районах неконтролируемая охота и сбор яиц продолжались до 1970-х гг. и позже. Ухудшению ситуации способствуют интенсивная вырубка леса и осушение болот во Французской Гвиане. Хотя в настоящее время чёрный кайман и обитает во всех районах своего исторического ареала, его популяции в четырёх из семи стран резко сократились. Во время «крокодильего бума» было истреблено 99 % всех популяций. Только в Перу, Эквадоре, Бразилии и Гайяне состояние чёрного каймана можно считать удовлетворительным, но и здесь чёрные кайманы обитают главным образом изолированными популяциями в удалённых районах, труднодоступных для человека.
Начиная с 1990 г. в Боливии начала работать эффективная программа по разведению чёрных кайманов в искусственных условиях содержания с последующим выпуском взрослых рептилий в природу, где они будут размножаться. Пока о результатах программы говорить ещё рано, так как было выпущено всего 25 взрослых животных. В других странах также проводятся программы по охране вида.
Вид внесён в Красную книгу IUCN. Численность популяции оценивается в 25 000 — 50 000 особей. Вид широко распространён по всему ареалу и в последнее время благодаря эффективным охранным мерам благополучно восстанавливает численность.

## В культуре
Чёрные кайманы упоминается Мэтью Рейли в его бестселлере «храм», где они постоянно едят людей, которые попадают в воду. Чёрный кайман также был описан в «Амазонии» Джеймса Роллинса, когда он перевернул лодку и съел бойца спецназа.

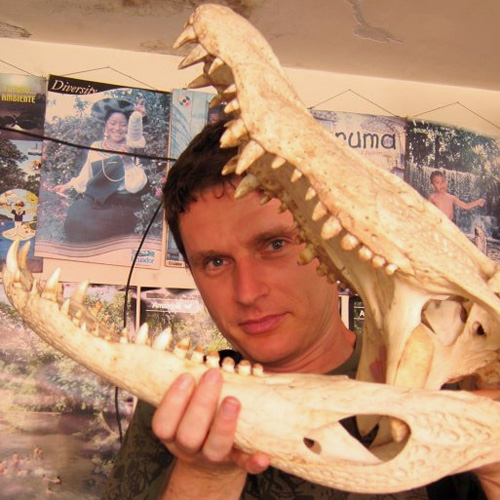
Череп взрослой особи
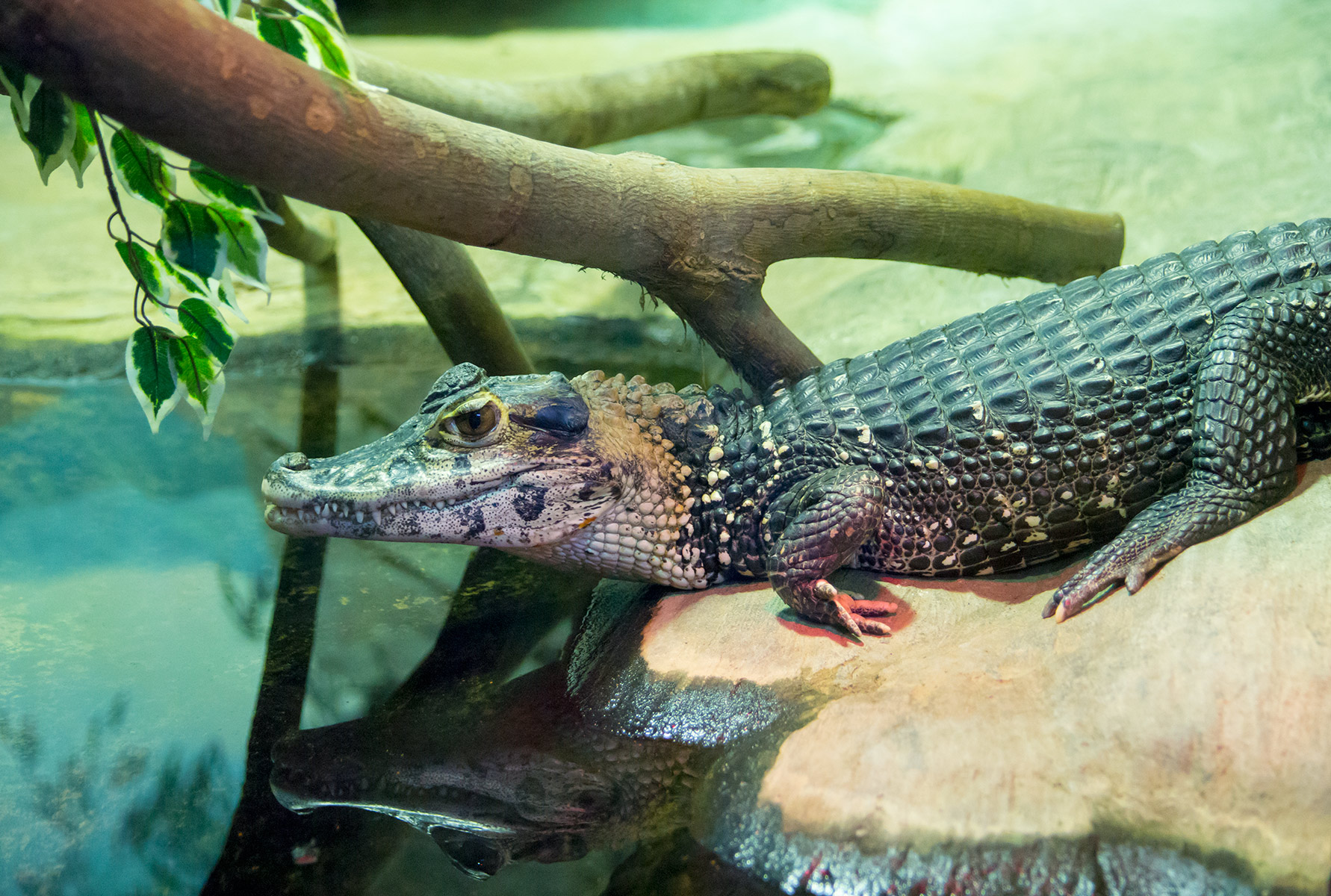
Чёрный кайман в Московском зоопарке
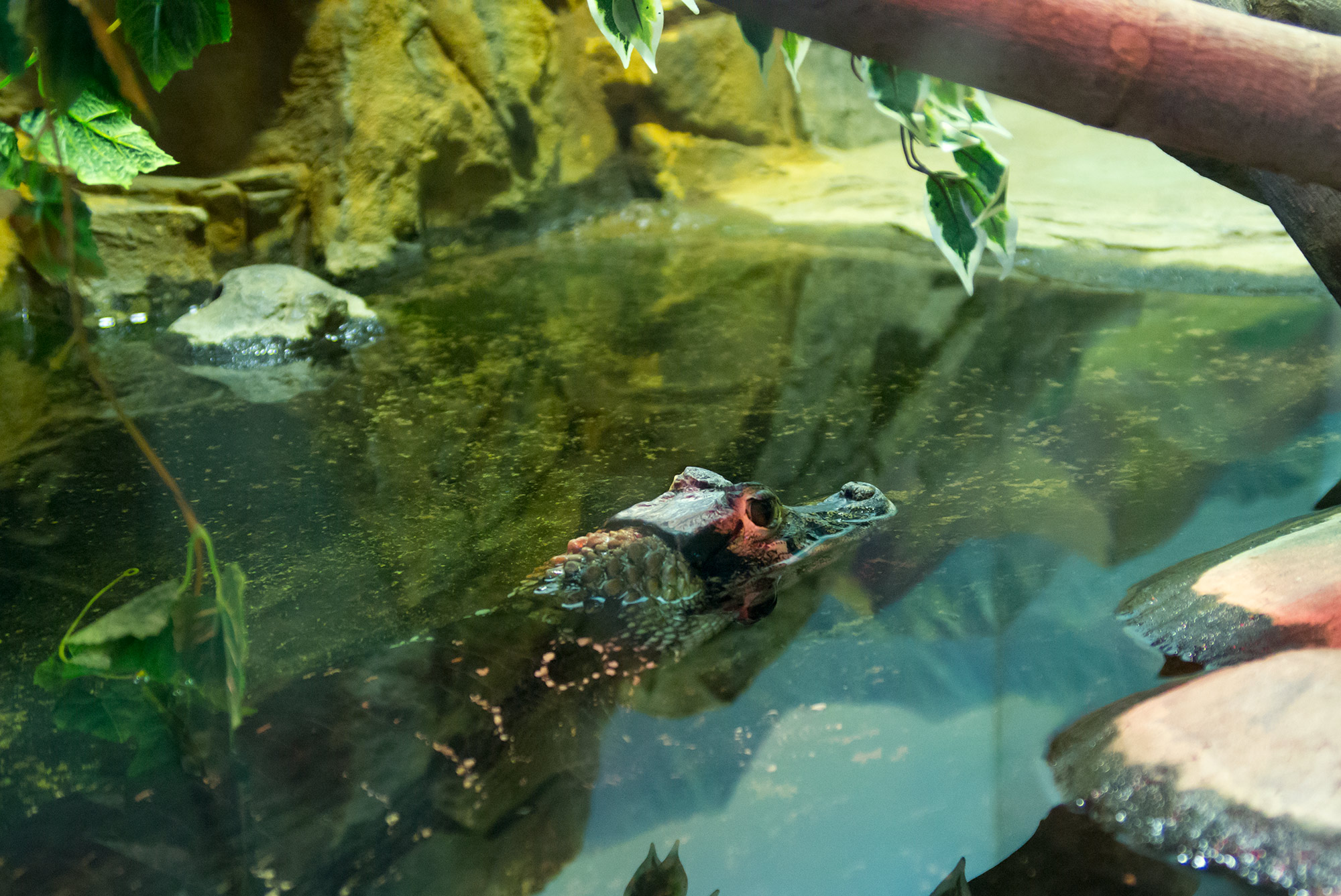
Чёрный кайман в Московском зоопарке
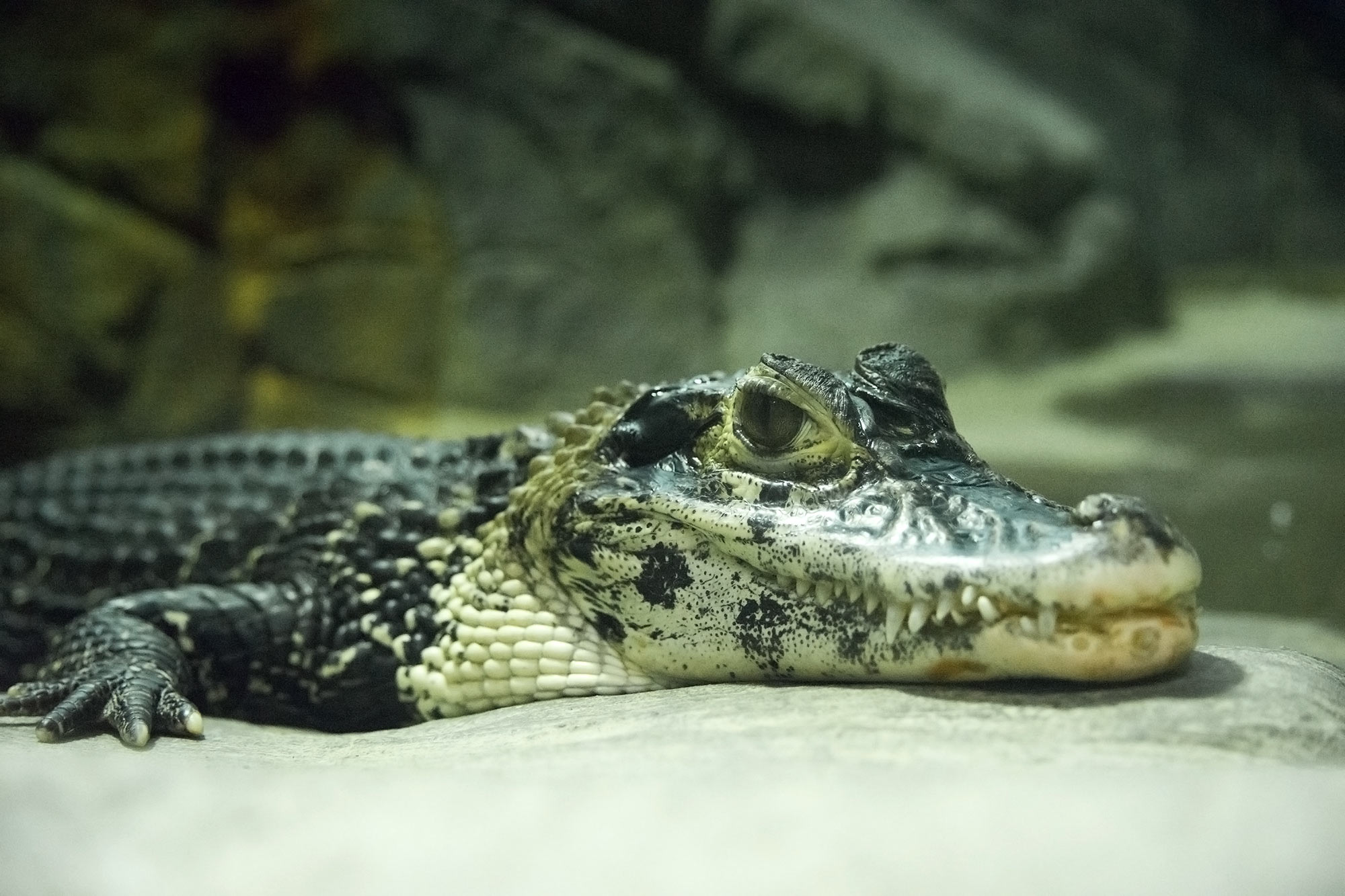
Чёрный кайман в Московском зоопарке
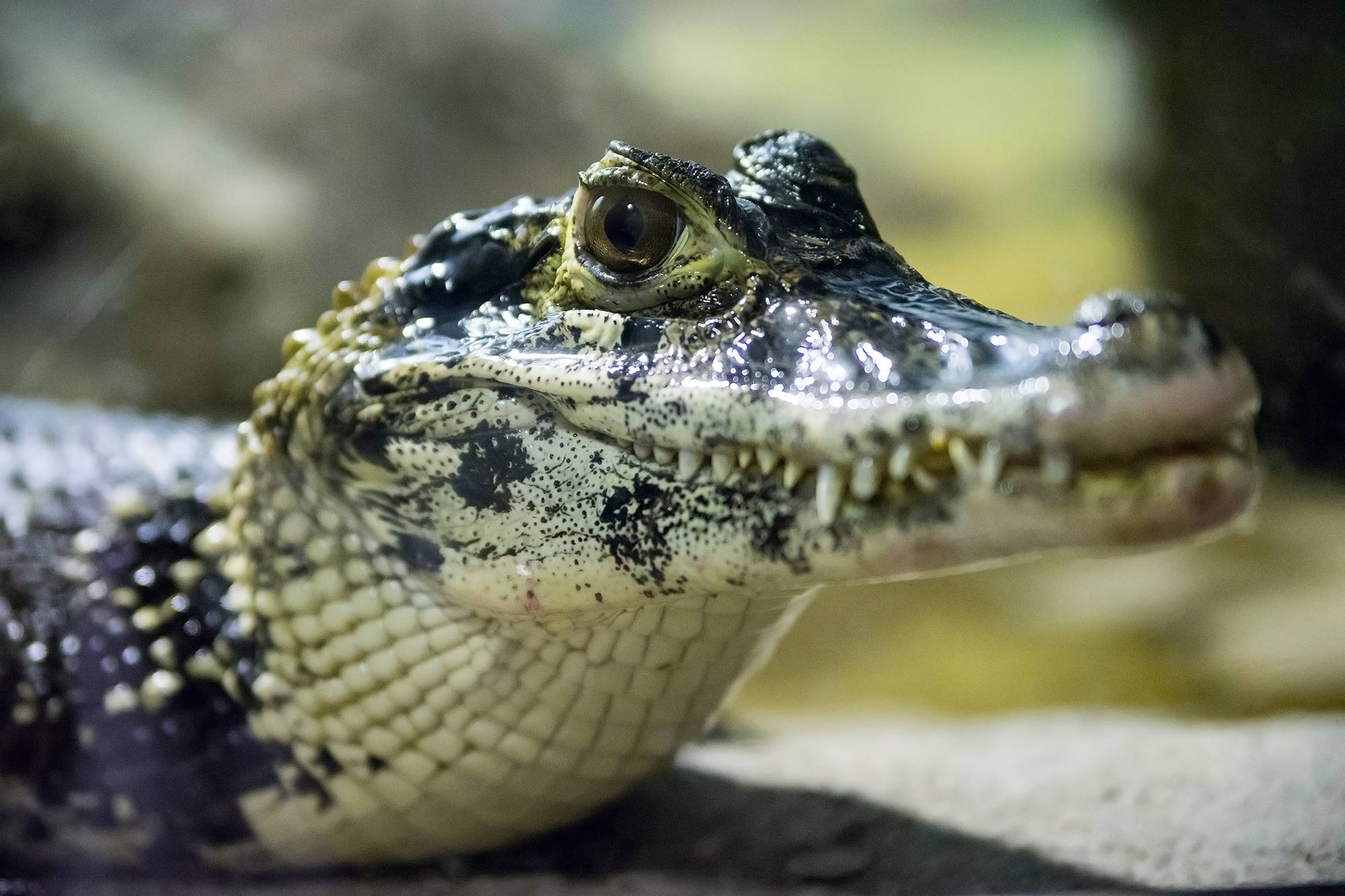
Чёрный кайман в Московском зоопарке
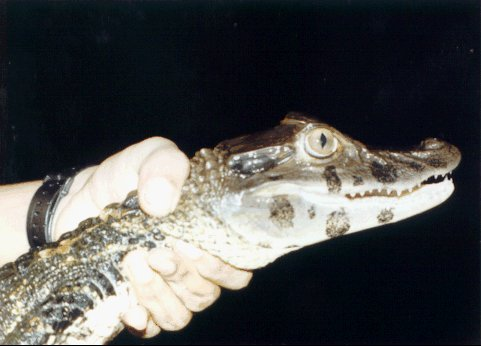
Молодая особь в природе